# У Няньчжэнь
У Няньчжэ́нь (кит. трад. 吳念真, пиньинь Wú Niànzhēn, род. 5 августа 1952) — тайваньский сценарист, продюсер, кинорежиссёр, актёр, наряду с Хоу Сяосянем и Эдвардом Янгом — один из лидеров нового тайваньского кино.

## Биография
Из семьи шахтёра, вырос в посёлке Цзюфэнь. Закончил Католический университет. С середины 1970-х начал писать рассказы для газет, в 1978 написал первый сценарий. Поступил в Central Motion Picture Corporation, работал с Хоу Сяосянем, Эдвардом Янгом, Энн Хёй. В целом создал около 70 сценариев, по многим из которых поставлены тайваньские и гонконгские фильмы 1980-х — 1990-х годов, признанные лучшими и приобретшие популярность. Первый собственный фильм Жизнь взаймы, премированный на нескольких крупных международных фестивалях и названный Мартином Скорсезе в числе его любимых картин, снял в 1994.

## Сценарии
- 1983: Человек-сэндвич / Большая кукла сына[англ.] (Хоу Сяосянь, Вань Жэнь, Цзэн Чжуансян по рассказу Хуан Чуньмина
- 1983: Тот день на берегу (Эдвард Янг)
- 1987: Пыль суетной жизни (Хоу Сяосянь)
- 1989: Город скорби (Хоу Сяосянь, номинация на премию тайбэйского КФ Золотая лошадь за лучший сценарий)
- 1990: Песня изгнания (Энн Хёй, номинация на премию Гонконгского МКФ и премия Азиатско-тихоокеанского кинофестиваля за лучший сценарий)
- 1991: Мой американский внук (Энн Хёй)
- 1993: Кукловод (Хоу Сяосянь)

## Режиссёрские постановки
- 1994: Жизнь взаймы/ Duo-Sang (две премии МКФ в Фессалониках, премия Турина за лучший фильм на МКФ в Турине)
- 1996: Будда проклял Америку/ Taipin tienguo (номинация на премию Золотой лев Венецианского МКФ)

## Актёрские работы
- 1985: Тайбэйская история (Эдвард Янг)
- 1987: Дочь Нила (Хоу Сяосянь)
- 1989: Город скорби (Хоу Сяосянь)
- 1996: Маджонг (Эдвард Янг)
- 1996: Будда проклял Америку (также режиссёр и сценарист)
- 2000: Один и два (Эдвард Янг)